# Малакар, Санджайа

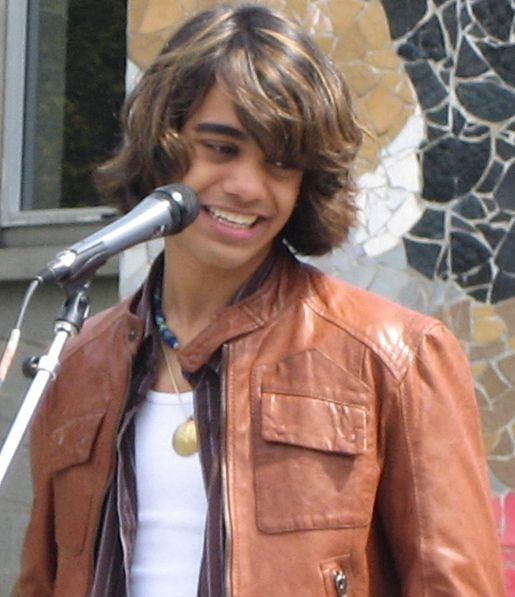
май 2007 года

Санджайа Шекар Малакар (англ. Sanjaya Shekar Malakar; 10 сентября 1989, Сиэтл, Вашингтон) — один из самых популярных участников американского телеконкурса музыкальных исполнителей «American Idol» в 2007 г. Шоу, в ходе которого ежегодно выявляется лучший молодой певец или певица Америки, пользуется в США большой популярностью и в чём-то напоминает российскую телепрограмму «Фабрика звёзд». Санджайа (многие помнят лишь его первое имя) достиг огромной популярности несмотря на то, что многие американские телезрители считают его бездарным. На удивление большинству зрителей, ему удалось попасть в семерку финалистов программы «Американский идол», победитель которой избирается голосованием зрителей. Санджайа почти никого не оставляет равнодушным своими выступлениями - его либо любят, либо ненавидят. Многим не нравится некоторая женственность в его поведении, связанная со слухами о его гомосексуальности. Секрет его успеха среди многих телезрителей состоит в его обаятельности, которая покоряет сердца многих молодых поклонниц. После его выступления в конкурсе, Санджайа получил огромное число приглашений на другие телепередачи и зрелищные мероприятия. Его имя стало символом чрезмерной, и возможно, незаслуженной, популярности. Санджайа родился в индийско-итальянской семье и до своего участия в телеконкурсе жил в городе Сиэтл, однако в настоящее время проживает в Нью-Йорке, хотя часто навещает Лос-Анджелес, где находятся основные центры развлекательной индустрии США.
Является соавтором автобиографической книги "Dancing to the Music in My Head" ("Танцуя под музыку, слышную только мне")(2009).